# 醒
「醒」（めざめ）は、日本のバンド陰陽座の5枚目のシングルである。2003年10月1日発売。発売元はキングレコード。

## 概要
- 日本テレビ系「爆笑問題のススメ」2003年10月度エンディングテーマ
- アップテンポなナンバーで、2004年に発売される「睡」と対をなす曲。数あるシングル楽曲の中で、唯一オリジナルアルバムに収録されていない。

## 収録曲
1. 醒(めざめ)[3:34]
作詞・作曲：瞬火／編曲：瞬火・陰陽座
2. 悪路王(あくろおう)[3:47]
作詞・作曲：瞬火／編曲：瞬火・陰陽座
3. 静ヶ沼(しずけがぬま)[4:53]
作詞・作曲：瞬火／編曲：瞬火・陰陽座
4. .醒 (唄無し演奏のみ)[3:35]

## 収録アルバム

### 醒
- ベスト『陰陽珠玉』（2006年2月8日）
- ライブ『陰陽雷舞』（2006年6月7日）

### 悪路王
- ベスト『陰陽珠玉』（2006年2月8日）